# Нарциссические защиты
Нарциссические защиты — процессы, посредством которых идеализированные аспекты личности сохраняются, а её ограничения отрицаются. Нарциссы склонны к жесткости и тоталитаризму. Часто ими движут чувства стыда и вины, осознанные или неосознанные, от которых они защищаются.

## Происхождение
Самые ранние защитные механизмы психики включают в себя:
- отрицание
- искажение
- проекцию .

Расщепление — ещё один защитный механизм, распространенный среди людей с нарциссическим, пограничным и антисоциальным расстройством личности, — восприятие людей и ситуаций в чёрно-белых тонах, как полностью плохих или полностью хороших. Составляющей процесса расщепления является примитивная идеализация.
Нарциссическая защита, с типичной для нарциссического расстройства переоценкой себя, может проявиться на любой стадии развития.

## Последовательности защиты
Нарцисс обычно использует ряд защит:
- бессознательное подавление
- сознательное отрицание
- искажение (включая преувеличение и преуменьшение), рационализация и ложь
- психологическая проекция (обвинение кого-то другого)
- обеспечение поддержки одного или нескольких созависимых друзей, которые поддержат его искажённую точку зрения.

## Зигмунд Фрейд

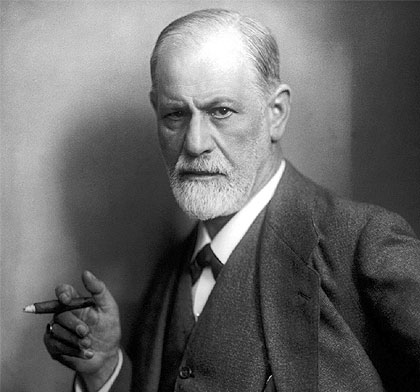
Зигмунд Фрейд

Зигмунд Фрейд не фокусировался на нарциссических защитах, но в своей работе «К введению в нарциссизм» отметил, что литературные герои привлекают наше внимание нарциссической последовательностью, с которой им удается не допускать в свое эго ничего, что могло бы его умалить. Фрейд рассматривал нарциссическую регрессию как защитный ответ на потерю объекта — отрицание потери важного объекта посредством замещающей идентификации с ним.
Фрейд рассматривал социальный нарциссизм как защитный механизм. Общественные идентификации вызывают иррациональную панику при восприятии угроз «Трону и Алтарю» или «Свободному рынку» или, в английском языке, чрезмерную реакцию на любые сомнения в статусе и личности Уильяма Шекспира.

### Отто Фенихель
Отто Фенихель считал, что «идентификацияпосредством интроекции, является наиболее примитивной формой отношения к объектам», примитивным механизмом, используемым только «если функция эго по проверке реальности серьёзно повреждена нарциссической регрессией».
Фенихель также выделил чудаков, которые: «… [не] в состоянии отказаться от архаичных стадий отрицания неудовольствия и повернуться к реальности».

### Жак Лакан
Жак Лакан, следуя взглядам Фрейда на эго как на результат идентификаций, пришёл к рассмотрению самого эго как нарциссической защиты, движимой тем, что он называл «нарциссической страстью» … в становлении (devenir) субъекта".

## Мелани Кляйн
Мелани Кляйн подчеркивала проективную идентификацию при нарциссизме и маниакальную защиту от осознания ущерба, нанесённого объектам таким образом. В основе маниакальных защит при нарциссизме лежит то, что Ханна Сигал назвала «триадой чувств — контроль, триумф и презрение».

### Герберт Розенфельд
Герберт Розенфельд рассматривал понятие всемогущества в сочетании с проективной идентификацией как нарциссическое средство защиты от осознания разделения между эго и объектом.

## Теория объектных отношений
Теория объектных отношений, следуя за Мелани Кляйн, включая американские школы Отто Кернберга и Хайнца Кохута, исследовала нарциссические защиты, анализируя такие механизмы, как отрицание, проективная идентификация и крайняя идеализация.
Кернберг подчеркивал роль расщепления интроекций и идентификации противоположных качеств как причины слабости эго.
Согласно Кохуту при нарциссизме «вертикальные разделения существуют между структурами Я (среди прочих) — «Я велик» и «Я жалок» — при очень слабой коммуникации между ними».
Невилл Саймингтон придавал большее значение тому, что нарцисс «… выживает, будучи способным чувствовать эмоциональный тон другого… надевая на себя чужие маски»; в то время как для Спотница ключевым элементом является то, что нарцисс обращает чувства на себя в нарциссической защите.

### Положительная защита
Кернберг подчёркивал позитивную сторону нарциссических защит, в то время как Кохут подчёркивал необходимость упорядоченной последовательной сменяемости нарциссических позиций с раннего возраста.
Саймингтон утверждал, что «ошибочно разделять нарциссизм на позитивный и негативный… позитивный нарциссизм невозможен без ненависти к себе».

## Стигматизирующее отношение к психическим заболеваниям
Арикан обнаружил, что стигматизирующее отношение к психиатрическим пациентам связано с нарциссическими защитами.

## XXI век
В XXI веке было проведено различие между церебральными и соматическими нарциссами.
Так, церебральные выстраивают свое самоощущение посредством интеллектуализма, соматические — посредством одержимости своим телом , (например, женщина хочет быть объектом красоты для других).

## Отражение в культуре
- Филип Сидни считал поэзию как таковую нарциссической защитой
- Отчужденные, отстраненные герои Жан-Поля Сартра рассматриваются как грубые нарциссы